# Abel Boulineau
Abel Boulineau, né le 16 mars 1839 à Auberive et mort le 5 juin 1934 dans le 5e arrondissement de Paris, est un peintre naturaliste et photographe français.

## Biographie
Abel Boulineau est professeur à l'Association polytechnique. Il a réalisé de nombreux tableaux à partir de ses photographies. Il habite 15 rue du Cherche-Midi à Paris puis 89 boulevard Bineau à Neuilly-sur-Seine.
Il meurt à 95 ans à l'hôpital Necker.
Il est le frère du peintre Artistide Boulineau (1841-1912).

## Distinctions
- Officier d'académie (1886)[2]
- Officier de l'Instruction publique (1894)[3]